# Liste der Monuments historiques in Puzieux (Moselle)
Die Liste der Monuments historiques in Puzieux führt die Monuments historiques in der französischen Gemeinde Puzieux auf.

## Liste der Objekte
| Bezeichnung                                                                 | Beschreibung                                                                      | Standort                        | Kennzeichnung | Schutzstatus | Datum | Bild |
| --------------------------------------------------------------------------- | --------------------------------------------------------------------------------- | ------------------------------- | ------------- | ------------ | ----- | ---- |
| Skulpturengruppe Madonna mit Kind und einer Klarisse und einem Franziskaner | Holz, farbig gefasst, 18. Jahrhundert; aus dem Klarissenkloster in Pont-à-Mousson | in der Kirche St-Laurent (Lage) | PM57000437    | Classé       | 1990  |      |
| Skulptur Madonna                                                            | Holz, farbig gefasst und vergoldet, 18. Jahrhundert                               | in der Kirche St-Laurent (Lage) | PM57000822    | Inscrit      | 1986  |      |
| Gemälde Heiliger Laurentius                                                 | Ölfarbe auf Leinwand, erste Hälfte des 19. Jahrhunderts                           | in der Kirche St-Laurent (Lage) | PM57001105    | Inscrit      | 1986  |      |